# Salix omeiensis
Salix omeiensis — вид квіткових рослин із родини вербових (Salicaceae).

## Морфологічна характеристика
Це невелике дерево чи кущ. Молоді гілочки голі, іноді шовковисто-ворсинчасті. Листкова ніжка 10–15 мм, гола, іноді залозиста; листкова пластинка довго яйцеподібно-еліптична, до 13 × 5 см, абаксіально (низ) сірувато-біла, рідко ворсинчаста, адаксіально темно-зелена, з іржастими волосками вздовж середньої жилки в молодості, край нечітко зубчастий або цільний, верхівка гостра до загостреної. Чоловічі сережки 40–50 × 6–8 мм. Чоловіча квітка: тичинок 2, ворсинчасті при основі; пиляки жовті. Жіночі сережки до 12 × 1 см. Коробочка ≈ 3 мм, гола.

## Середовище проживання
Цн. Сичуань. Населяє гори; на висоті ≈ 1600 метрів.